# 下艾赫哈姆山

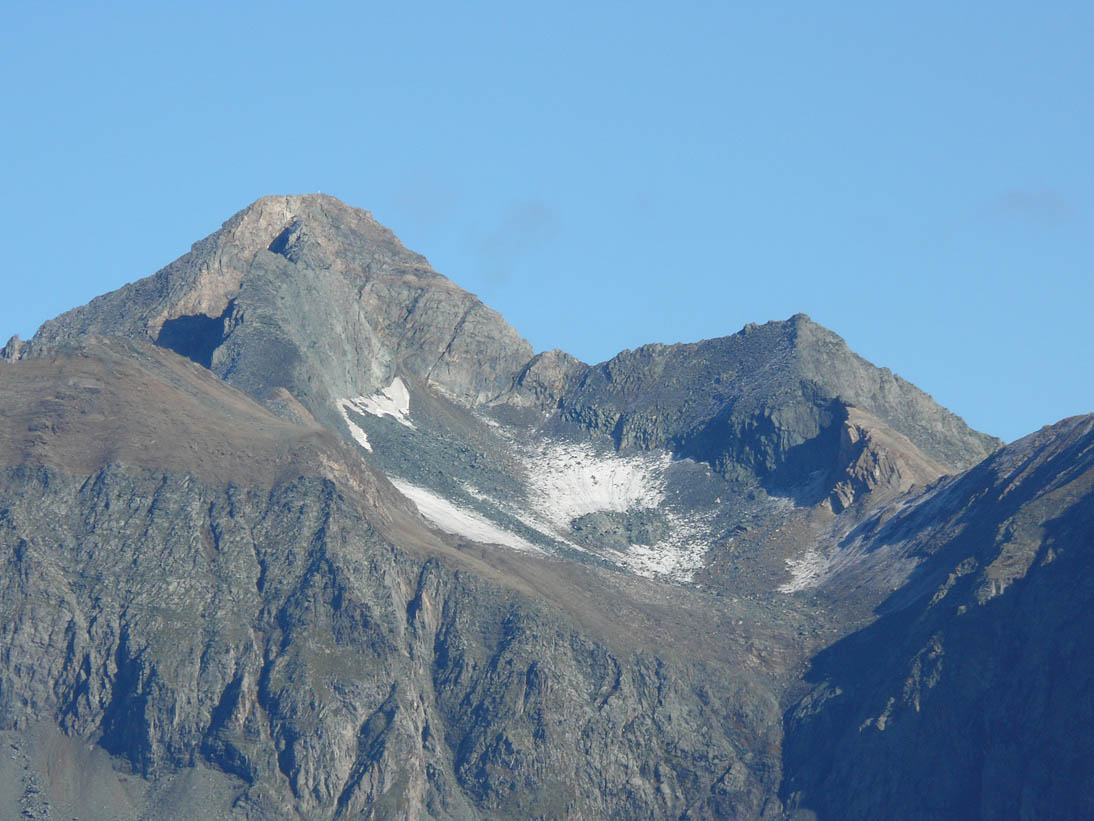

47°03′13″N 12°24′42″E / 47.053613°N 12.4117°E
下艾赫哈姆山（德語：Niederer Eichham），是奧地利的山峰，位於該國西部，由蒂羅爾州負責管轄，屬於維內迪傑山脈的一部分，海拔高度3,247米，人類在1929年8月18日首次登頂。